# セールスマンの死
『セールスマンの死』（原題：Death of a Salesman）は、アーサー・ミラーによる戯曲。全2幕。ピューリッツァー賞を受賞した作品である。1949年2月10日ニューヨークのモロスコ劇場で初演。演出エリア・カザン。主演リー・J・コッブ、ミルドレッド・ダンノック。
年老いた63歳のセールスマン、ウィリィ・ローマンとその家族の物語。自立出来ない2人の息子や、過去の幻影にさいなまれつつ慨嘆するローマンは、誇りを持っていた仕事まで失い、最後には自ら死を選ぶ。その保険金で家の月賦が完済されたことを嘆く妻の独白で幕が閉じる。
日本初演は劇団民藝により、一ツ橋講堂にて1954年に行われた。主演滝沢修、小夜福子、宇野重吉。訳と演出は菅原卓。

## 登場人物
ウイリー・ローマン
主人公。63歳。かつては敏腕のセールスマンであったが、寄る年波とひいき客の死亡などで成績が下がり、社長から爪弾きのごとく扱われ、家庭内の問題も抱えて、過去の思い出にすがっている。
リンダ・ローマン
ウイリーの妻。夫を尊敬し献身的な愛をささげているが、自身をとりまくさまざまな問題に必死に耐えている。
ビフ
長男。ハイスクールを落第してその後鳴かず飛ばず、あちこち放浪した揚句家に帰っている。父には尊敬と愛情を抱きながらも、父の過剰な期待が自身の落魄の原因と思っている。
ハッピー
次男。遊び好きの青年。兄と共に父の苦境を助けようとするが、結局は自分自身のことしか考えていない。
ベン
主人公の兄。冒険好き。若くしてアラスカで金鉱を掘り当て成功する（回想場面に登場）。
バーナード
ビフの友人。ハイスクール時代は優等生で、ウイリーやビフに半分軽蔑されていた。現在は弁護士として活躍。
チャーリー
バーナードの父、ウイリーの友人。親友の苦境を救うために相談に乗る。
ハワード・ワグナー
主人公の上司。父の代から勤めてきたウイリーに対して冷淡な態度をとり続け、ついには解雇してしまう。
スタンリー
ハッピー行きつけのバーのウェイター。
ミス・フォーサイス
ハッピーの女友達。

## 解説
競争社会の問題、親子の断絶、家庭の崩壊、若者の挫折感など、第二次世界大戦後に顕著になりだしたアメリカ社会の影の部分を鋭くえぐっている。2幕構成で、1幕目が主人公の帰宅した月曜日の夜、2幕目が主人公が自殺した火曜日の夜と葬儀からなる。いたるところに映画のフラッシュバックを応用した手法が取られ、主人公の過去の栄光や息子との不和のプロセスが表現されている。
初演時は大好評で、1950年11月18日まで742回のロングランを続け、前作『みんなわが子』で新進の劇作家として注目されていたミラーは、この作で不動の名声を手に入れた。特に主演のリー・J・コッブにとって、ウイリー・ローマン役は当たり役となった。
その後、1975年のジョージ・C・スコット、1984年のダスティン・ホフマン、1999年のブライアン・デネヒーなどの俳優によって再演された。日本では1954年の滝沢修主演の舞台(劇団民芸)が繰り返し再演されたほか、久米明（劇団昴）、仲代達矢（無名塾）などが舞台を演じた。
仲代は自ら主宰する無名塾での自主上演を企画したが、ミラーの上演の許可を得ることができず単身渡米してミラーと掛け合った。ミラーは自身が尊敬する黒澤明監督の映画に仲代が出演したことを知り、許可したという。
1983年、ミラーを演出に招いて北京人民芸術劇院による『セールスマンの死』北京公演が行われた。中国語タイトルは『推銷員之死』。英若誠がウィリィ・ローマンに、朱琳がリンダに扮し、中国国内からも高い評価を得た。北京公演のミラー自身の回想に『北京のセールスマン』(Salesman in Beijing)がある。日本語版は早川書房より出版（倉橋健訳）。

## 映像化作品
- 『セールスマンの死』 - 1951年、アメリカ、監督: ラズロ・ベネディク、出演: フレデリック・マーチ、ミルドレッド・ダンノック、ケヴィン・マッカーシー
- 『セールスマンの死』 - 1985年、アメリカ、監督: フォルカー・シュレンドルフ、出演: ダスティン・ホフマン、ケイト・リード、ジョン・マルコヴィッチ

## 関連文献
- アーサー・ミラー著『北京のセールスマン（Salesman in Beijing）』（中国における同演劇の公演記）